# Jadwiga Berak
Jadwiga Berak (ur. 15 października 1945 w Białymstoku, zm. 6 października 2017) – polska urzędniczka i polityk, posłanka na Sejm RP I kadencji, była wiceminister rolnictwa.

## Życiorys
Z wykształcenia specjalistka ochrony roślin. Ukończyła studia na Wydziale Rolniczym Akademii Rolniczej w Lublinie. Pracowała m.in. w Centralnym Urzędzie Planowania, bankowości spółdzielczej i inspekcji ochrony roślin.
Była związana z Klubem Inteligencji Katolickiej w Radomiu. W 1991 kandydowała do Sejmu w okręgu radomskim z listy Wyborczej Akcji Katolickiej. Mandat objęła w 1992, zastępując zmarłego w trakcie kadencji Mariana Kępkę i wykonując go do 1993. Należała do klubu parlamentarnego Zjednoczenia Chrześcijańsko-Narodowego. Zasiadała w Komisji Rolnictwa i Gospodarki Żywnościowej, Komisji Polityki Gospodarczej, Budżetu i Finansów oraz Komisji Nadzwyczajnej do rozpatrzenia projektów ustaw w ramach Paktu o przedsiębiorstwie państwowym.
W 1997 bez powodzenia kandydowała do Sejmu z listy Akcji Wyborczej Solidarność (z rekomendacji Koalicji Konserwatywnej, do której należała od 1994). Wiosną 1998 premier Jerzy Buzek powołał ją na funkcję podsekretarza stanu w Ministerstwie Rolnictwa i Gospodarki Żywnościowej (przekształconym następnie w Ministerstwo Rolnictwa i Rozwoju Wsi). Stanowisko to zajmowała do jesieni 2001.
Pochowana na cmentarzu komunalnym w Radomiu.